# 카잔 시위
1876년 카잔 시위(Казанская демонстрация 1876 года)는 1876년 12월 6일 상트페테르부르크 카잔 성당 앞에서 열린 시위로, 러시아에서 일어난 첫 시위다. 해당 시위는 토지와 자유당 및 여러 노조에 의해 조직됐다. 400명이 성당 광장에 모였다. 해당 시위를 조직한 이들 중 하나인 게오르기 플레하노프는 시위 도중 전제 정치를 비난하고, 당시 유배 중이던 체르니솁스키의 사상을 옹호하는 열정적인 연설을 했다. 노동자들 중 한 명인 포타포프는 적기를 휘날렸다. 시위자들은 경찰에 대항했고 그 결과 31명이 체포됐는데 그 중 5명은 징역 10년-15년, 10명은 시베리아 유배형, 포타포프를 포함한 3명은 수도원 감금형을 선고받았다.